# Xanthotype turbidaria
Xanthotype turbidaria là một loài bướm đêm trong họ Geometridae.